# Warped Tour 2009 Tour Compilation
Warped Tour 2009 Compilation è la dodicesima compilation del Warped Tour, pubblicata il 9 giugno 2009. La copertina raffigura i NOFX durante una data del loro tour del 2006.

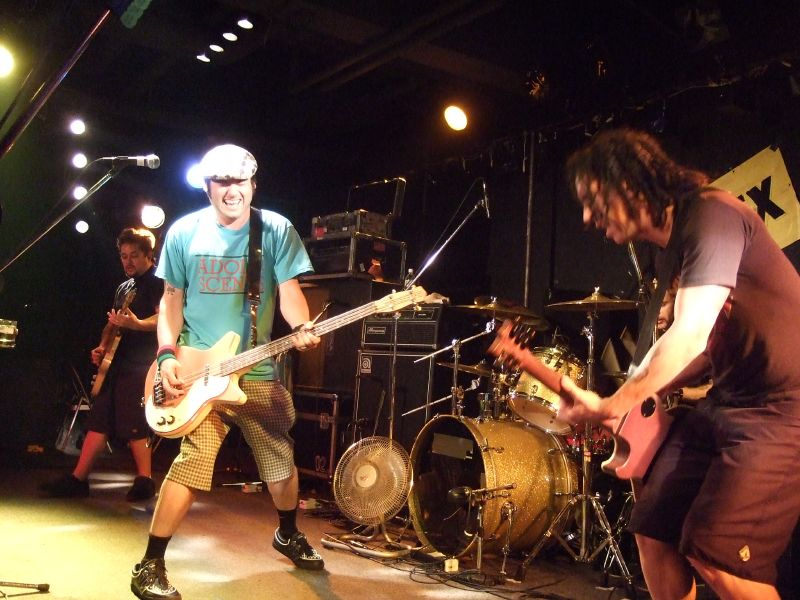
I NOFX durante un'esibizione

## Tracce
CD 1
1. Co Dependence Day (NOFX) - 1:25
2. Man with No Country (Flogging Molly) - 3:01
3. New Dark Ages (Bad Religion) - 2:46
4. We Are the Involuntary (Underoath) - 4:09
5. I'm Made of Wax, Larry, What Are You Made Of? (A Day to Remember) - 2:59
6. I Think That the World (Bouncing Souls) - 3:00
7. Weightless (All Time Low) - 3:14
8. Be All That You Can't Be (Broadway Calls) - 2:57
9. Optimist (We Are Not for Them) (P.O.S) - 3:17
10. Let the Games Begin (Anarbor) - 3:18
11. Girls Do What They Want (Maine) - 3:10
12. Splinters (Therefore I Am) - 3:48
13. Prisoner (Jeffree Star) - 3:50
14. Come and Get It (Westbound Train) - 2:53
15. If Not for My Glasses (Dear and the Headlights) - 2:51
16. Stay Out (Hit the Lights) 	3:44
17. Believe (Aiden) -	3:06
18. Eulogy (The Flatliners) - 3:20
19. What a Wicked Gang Are We Below (Streetlight Manifesto) - 3:20
20. America Underwater (LoveHateHero) - 2:53
21. Come Around (Sing It Loud) - 3:21
22. Shred, White and Blue (Attack Attack!) - 2:31
23. I'm Going Away (Meg & Dia) - 3:17
24. STFUppercut (Blackout) - 3:13
25. I'm Going All the Way (Middle Finger Salute) - 2:53

CD 2
1. Sodom, Gomorrah, Washington D.C. (Sheep in Shepherds Clothing) (Anti-Flag) - 2:50
2. Two Birds Stoned at Once (Chiodos) - 2:48
3. Sassafras (The Devil Wears Prada) - 3:15
4. Friends in the Armed Forces (Thursday) - 4:10
5. All Souls Day (The Ataris) - 3:39
6. I'm Not Your Boyfriend Baby (Three Oh Three) - 3:43
7. Born Dead (Silverstein, Scott Wade) - 2:49
8. The State of Florida (Less Than Jake) -	2:15
9. Mama's Fried Potatoes (Reverend Peyton's Big Damn Band) - 2:27
10. Eva the Carrier (A Skylit Drive) - 3:19
11. Civet (Hell Hath No Fury) - 2:23
12. Chasing the Night (Every Avenue) - 2:54
13. Down for Life (Voodoo Glow Skulls) - 3:18
14. Institution (Pour Habits) - 2:10
15. Tree Village (Dance Gavin Dance) - 3:19
16. But the Nuns Are Watching (I Set My Friends On Fire) - 3:25
17. Welcome to Oblivion (Madina Lake) - 3:00
18. A Little Faster (There for Tomorrow) - 3:03
19. We Both Know (Ivoryline) - 3:03
20. Into Hell's Mouth We March (Vanna) - 3:01
21. Gossip (You Me At Six) - 2:57
22. Pessimist (Tat) - 3:25
23. I Created a Monster (Murderland) - 2:25
24. 3 Bottles of Wine (Left Alone) - 3:33
25. Classified (Breathe Carolina) - 3:12
26. Fluent in Stroll (Big D and the Kids Table) - 2:49

## Crediti
- Voodoo Glow Skulls - produzione, ingegneria
- Bob Hoag - produzione, missaggio
- Ted Hutt - produzione
- Jon Pebsworth - produzione
- Lisa Johnson - fotografia
- Andrew Lenoski - design

## Classifiche
| Classifica (2009)         | Posizione massima |
| ------------------------- | ----------------- |
| Stati Uniti               | 50                |
| Stati Uniti (independent) | 4                 |